# Grand Prix Formule 1 van Frankrijk 1975
De Grand Prix Formule 1 van Frankrijk 1975 werd gehouden op 6 juli 1975 in Paul Ricard.

## Uitslag
| Positie | Nummer | Rijder                | Team            | Ronden | Tijd/Opgave  | Startplaats | Punten |
| ------- | ------ | --------------------- | --------------- | ------ | ------------ | ----------- | ------ |
| 1       | 12     | Niki Lauda            | Ferrari         | 54     | 1:40:18.84   | 1           | 9      |
| 2       | 24     | James Hunt            | Hesketh-Ford    | 54     | + 1.59       | 3           | 6      |
| 3       | 2      | Jochen Mass           | McLaren-Ford    | 54     | + 2.31       | 7           | 4      |
| 4       | 1      | Emerson Fittipaldi    | McLaren-Ford    | 54     | + 39.77      | 10          | 3      |
| 5       | 27     | Mario Andretti        | Parnelli-Ford   | 54     | + 1:02.08    | 15          | 2      |
| 6       | 4      | Patrick Depailler     | Tyrrell-Ford    | 54     | + 1:07.40    | 13          | 1      |
| 7       | 23     | Tony Brise            | Hill-Ford       | 54     | + 1:09.61    | 12          |        |
| 8       | 17     | Jean-Pierre Jarier    | Shadow-Ford     | 54     | + 1:19.78    | 4           |        |
| 9       | 3      | Jody Scheckter        | Tyrrell-Ford    | 54     | + 1:31.68    | 2           |        |
| 10      | 5      | Ronnie Peterson       | Lotus-Ford      | 54     | + 1:36.02    | 17          |        |
| 11      | 21     | Jacques Laffite       | Williams-Ford   | 54     | + 1:36.77    | 16          |        |
| 12      | 15     | Jean-Pierre Jabouille | Tyrrell-Ford    | 54     | + 1:37.13    | 21          |        |
| 13      | 18     | John Watson           | Surtees-Ford    | 53     | + 1 Ronde    | 14          |        |
| 14      | 7      | Carlos Reutemann      | Brabham-Ford    | 53     | + 1 Ronde    | 11          |        |
| 15      | 31     | Gijs van Lennep       | Ensign-Ford     | 53     | + 1 Ronde    | 22          |        |
| 16      | 22     | Alan Jones            | Hill-Ford       | 53     | + 1 Ronde    | 20          |        |
| 17      | 14     | Bob Evans             | BRM             | 52     | + 2 Ronden   | 25          |        |
| 18      | 10     | Lella Lombardi        | March-Ford      | 50     | + 4 Ronden   | 26          |        |
| NF      | 8      | Carlos Pace           | Brabham-Ford    | 26     | Transmissie  | 5           |        |
| NF      | 6      | Jacky Ickx            | Lotus-Ford      | 17     | Remmen       | 19          |        |
| NF      | 30     | Wilson Fittipaldi Jr. | Fittipaldi-Ford | 14     | Motor        | 23          |        |
| NF      | 9      | Vittorio Brambilla    | March-Ford      | 6      | Chassis      | 8           |        |
| NF      | 11     | Clay Regazzoni        | Ferrari         | 6      | Motor        | 9           |        |
| NF      | 28     | Mark Donohue          | Penske-Ford     | 6      | Transmissie  | 18          |        |
| NF      | 16     | Tom Pryce             | Shadow-Ford     | 2      | Transmissie  | 6           |        |
| NS      | 20     | François Migault      | Williams-Ford   | 0      | Niet gestart | 24          |        |

## Statistieken
| Pole-position | Niki Lauda  | Ferrari      | 1:47.82 |
| Snelste ronde | Jochen Mass | McLaren-Ford | 1:50.60 |

## Noot
- Dit was de eerste snelste ronde voor Jochen Mass.
- Tiende podiumplaats voor Niki Lauda.

1906 · 1907 · 1908 · 1912 · 1913 · 1914 · 1921 · 1922 · 1923 · 1924 · 1925 · 1926 · 1927 · 1928 · 1929 · 1930 · 1931 · 1932 · 1933 · 1934 · 1935 · 1936 · 1937 · 1938 · 1939 · 1947 · 1948 · 1949 · 1950 · 1951 · 1952 · 1953 · 1954 · 1956 · 1957 · 1958 · 1959 · 1960 · 1961 · 1962 · 1963 · 1964 · 1965 · 1966 · 1967 · 1968 · 1969 · 1970 · 1971 · 1972 · 1973 · 1974 · 1975 · 1976 · 1977 · 1978 · 1979 · 1980 · 1981 · 1982 · 1983 · 1984 · 1985 · 1986 · 1987 · 1988 · 1989 · 1990 · 1991 · 1992 · 1993 · 1994 · 1995 · 1996 · 1997 · 1998 · 1999 · 2000 · 2001 · 2002 · 2003 · 2004 · 2005 · 2006 · 2007 · 2008 · 2018 · 2019 · 2021 · 2022